# 常思思
常 思思（チャン・スースー、1987年5月6日 - ）は、中華人民共和国の軍隊歌手。

## 略歴
1987年5月6日、山東省済南市で生まれる。
2005年に中国音楽学院に入学。
2008年3月、海政歌舞団（現在の海政文工団）に入団、独唱歌手を担当。
2010年、常思思はイタリアに世界音楽理事年に招かれ、中国ユース友好代表団にドイツ訪問。
2011年7月、国家大劇院『春天の芭蕾』独唱音楽会公演。

## 代表曲
- 春天の芭蕾
- 阿瓦人民唱新歌
- 我愛我の祖国
- 瑪依拉變奏曲
- 炫境
- 英雄贊歌
- 江山
- 軍民団結一家親
- 紅太陽照邊疆
- 毛主席の戦士最听党の話
- 邊疆處處賽江南

## ディスコグラフィ
- 炫无止境
- 紅
- 瑪依拉變奏曲

## 主な賞歴
2007年、第六回中国音楽金鐘賞民族唱法銀賞第一名
2008年、第十三回中国中央電視台全国青年歌手電視大賞賽民族唱法銅賞第一名
2008年、第八回中華人民共和国文化部中国声楽比賽銅賞
2010年、「中華慈善総会大衆慈善基金」愛心大使
2012年、『如意東方』—中宣部第十二回精神文明建設“五个一工程”賞